# Metaprojekt (Förderinstrument)
Ein Metaprojekt ist ein Förderinstrument innerhalb der Programmförderung des Bundesministeriums für Bildung und Forschung (BMBF).  Jedes Metaprojekt ist einem Förderschwerpunkt des BMBF zugeordnet und unterstützt und übernimmt  die Kommunikation und Kooperation der Akteure innerhalb dieses Schwerpunktes. Außerdem übernimmt  das Metaprojekt die Rolle eines „Mediators“,  der Aktivitäten anderer Organisationen im nationalen und internationalen Kontext verfolgt und für diesen Förderschwerpunkt Kooperationsmöglichkeiten einleitet und unterstützend begleitet.

## Ziele
Ein Metaprojekt verfolgt folgende Ziele:
- Systematisierung und Bündelung von Ergebnissen
- Ergebnistransfer innerhalb des Förderschwerpunktes, d. h. Transfer zum Projektträger, zum Förderer sowie in Gesellschaft, Politik und Wirtschaft
- Begleitforschung, die sich auf unterschiedliche Themenkomplexe beziehen kann.  Schwerpunkte sind häufig Wissenstransfer und Management von Forschungsverbünden.
- Dienstleistung, wie beispielsweise die Organisation von Tagungen oder die Beratung einzelner Akteure des Förderschwerpunktes.[2]

## Beispiele
- StArG: „Strategischer Transfer im Arbeits- und Gesundheitsschutz“ gehört zum Förderschwerpunkt „Präventiver Arbeits- und Gesundheitsschutz“ und wurde vom 1. September 2006 bis 31. März 2010 vom BMBF gefördert.[3]
- MANTRA: „Innovationsfähigkeit als Managementaufgabe, Synthese, Transfer und Begleitung von Forschungs- und Entwicklungsvorhaben“  gehört zum Förderschwerpunkt „Innovationsstrategien jenseits traditionellen Managements“ und wurde von 2008 bis 2012 gefördert.[4]
- BALANCE: „BALANCE – Flexibilität und Stabilität in der Forschungswelt“ gehört zum Förderschwerpunkt „Balance von Flexibilität und Stabilität in einer sich wandelnden Arbeitswelt“ und wurde vom 1. September 2009 bis zum 30. April 2013 gefördert.[5]
- DemoScreen: „DemoScreen – Kommunikation, Kooperation und Innovationsfähigkeit im demografischen Wandel“ gehört zum Förderschwerpunkt „Innovationsfähigkeit im demografischen Wandel“ und wurde von 2012 bis 2015 gefördert.[6]